# Rhinobatos penggali
 Rhinobatos penggali és un peix de la família dels rinobàtids i de l'ordre dels rajiformes.

## Morfologia
Pot arribar als 86,4 cm de llargària total en el cas dels mascles i als 99,2 en el de les femelles.

## Distribució geogràfica
Es troba a les costes d'Indonèsia.